# Волков, Владимир (черногорский футболист)
Вла́димир Во́лков (черног. Владимир Волков; 6 июня 1986, Белград, СФРЮ) — черногорский футболист русского происхождения, защитник клуба «Борац» (Баня-Лука).

## Карьера
Футбольную карьеру начал в клубе «Раднички» из города Белград. В сезоне 2007/08 играл за сербский клуб «Борча». Позже в 2008 году перешёл в португальский «Портимоненсе». В том же году вернулся в Сербию, где перешёл в ОФК из Белграда. В январе 2009 года подписал контракт с «Шерифом» из Тирасполя, тогда же в его составе стал обладателем Кубка Содружества 2009.

## Личная жизнь
Владимир Волков родился в семье русского происхождения. По словам самого игрока, его прадедушка и прабабушка жили в Москве до 1917 года, затем эмигрировали в Сербию.

## Достижения
- Чемпион Молдавии (2): 2008/09, 2009/10
- Обладатель Кубка Молдавии (2): 2008/09, 2009/10
- Чемпион Сербии (2): 2011/12, 2012/13
- Обладатель Кубка чемпионов Содружества (1): 2009

## Статистика
| Сезон   | Клуб                      | Матчи | Голы |
| ------- | ------------------------- | ----- | ---- |
| 2007/08 | Борча (Сербия)            | 17    | 2    |
| 2007/08 | Портимоненсе (Португалия) | 3     | 0    |
| 2008/09 | ОФК (Сербия)              | 5     | 0    |
| 2008/09 | Шериф (Молдавия)          | 6     | 1    |
| 2009/10 | Шериф (Молдавия)          | 43    | 8    |
| 2010/11 | Шериф (Молдавия)          | 29    | 6    |